# Bazailles
Bazailles é uma comuna francesa na região administrativa de Grande Leste, no departamento de Meurthe-et-Moselle. Estende-se por uma área de 4,23 km². Em 2010 a comuna tinha 143 habitantes (densidade: 33,8 hab./km²).